# 马德雀麦
马德雀麦（学名：Bromus madritensis）为禾本科雀麦属下的一个种。

## 扩展阅读
- 維基物種上的相關：马德雀麦